# Dermoloma murinum
Dermoloma murinum är en svampart som först beskrevs av G.M. Taylor & G. Stev., och fick sitt nu gällande namn av E. Horak 1971. Dermoloma murinum ingår i släktet Dermoloma och familjen Tricholomataceae.   Inga underarter finns listade i Catalogue of Life.